# Runengedicht

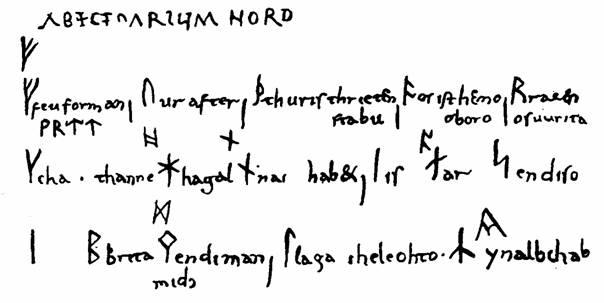
Das „Abecedarium Nordmannicum“ in der Abzeichnung Wilhelm Grimms (1821)

Als Runengedicht bezeichnet man fünf mittelalterliche Merkverse, die die Namen der Runenzeichen in Gedichtform überliefern. Sie sind zusammen mit den übrigen sogenannten Runica manuscripta, den gesammelten Handschriften mit Runentexten, die einzigen Quellen für die Runennamen.

## Runengedichte

### Abecedarium Nordmannicum  ca. 9. Jh.
Das Abecedarium Nordmannicum ist ein vermutlich aus dänischer Überlieferung stammendes Runengedicht, welches in einer Handschrift der Stiftsbibliothek St. Gallen des Klosters St. Gallen erhalten ist. Das Gedicht listet die Runen des jüngeren Futharks auf, die grob in ættir gegliedert sind.

### Altenglisches Runengedicht ca. 10. Jh.
Das altenglische Runengedicht besteht aus 29 stabreimenden Strophen, die 29 Runennamen nennen und umschreiben. Es war in einer Handschrift (Cotton Otho B X fol) erhalten, die 1731 bei einem Brand in London beschädigt wurde. Heute müssen frühe Abschriften als Quelle herangezogen werden. Es ist das einzige Gedicht, das auch die Namen der Runen des älteren Futharks überliefert, weil diese im angelsächsischen Futhark enthalten sind.

### Altnorwegisches Runengedicht ca. 14. Jh.
Für das altnorwegische Runengedicht ist die Forschung ebenfalls auf Abschriften und Drucke angewiesen, da es 1728 im Stadtbrand von Kopenhagen verbrannte. Es besteht aus 16 alliterierenden Runhentstrophen, in denen sowohl der Stab- als auch der Endreim Anwendung findet.

### Altisländisches Runengedicht ca. 15. Jh.
Die Überlieferung des altisländischen Runengedichts verteilt sich auf vier Manuskripte der Arnamagnäanischen Sammlung, das älteste davon wird auf das 15. Jahrhundert datiert. Das Gedicht besteht aus 16 Strophen, die metrisch dem Ljóðaháttr ähneln (auf eine Langzeile folgt immer eine Kurzzeile, die in sich selbst stabt).
Die Anverse des altisländischen Runengedichts ähneln auffällig oft denen des altnorwegischen. Es ist darüber hinaus das einzige Gedicht, das den Namen Ase für die a-Rune überliefert. Die anderen Gedichte hatten dies wohl aus Scheu vor den heidnischen Göttern vermieden.

### Altschwedisches Runengedicht ca. 17. Jh.
Das altschwedische Runengedicht ist in einem Brief überliefert, der am 12. Februar 1600 von dem schwedischen Studenten Nicolaus Andreae Granius an Bonaventura Vulcanius geschickt wurde. Er befindet sich in der Universitätsbibliothek Leiden unter der Signatur Vulc. 106. Im Großen und Ganzen ähnelt das Gedicht den anderen skandinavischen Gedichten, aber überliefert nur 14 Runennamen.

## Zusammenfassung
Aus den einzelnen Gedichten wurden die Runennamen für das ursprüngliche ältere Futhark mit 24 Runen erschlossen. Die Namen wurden zudem aus den einzelnen germanischen Sprachen philologisch in ihre urgermanischen Formen zurückgeführt, mit denen man heute die Runen benennt.